# Pasir Gadung
Pasir Gadung is een bestuurslaag in het regentschap Tangerang van de provincie Banten, Indonesië. Pasir Gadung telt 17.183 inwoners (volkstelling 2010).